# 北長野站
北長野站（日语：／ Kita-Nagano eki */?）是位於長野縣長野市，屬於信濃鐵道和日本貨物鐵道（JR貨物）的車站。
東日本旅客鐵道飯山線列車會從豐野站駛入至北信濃線至長野站。

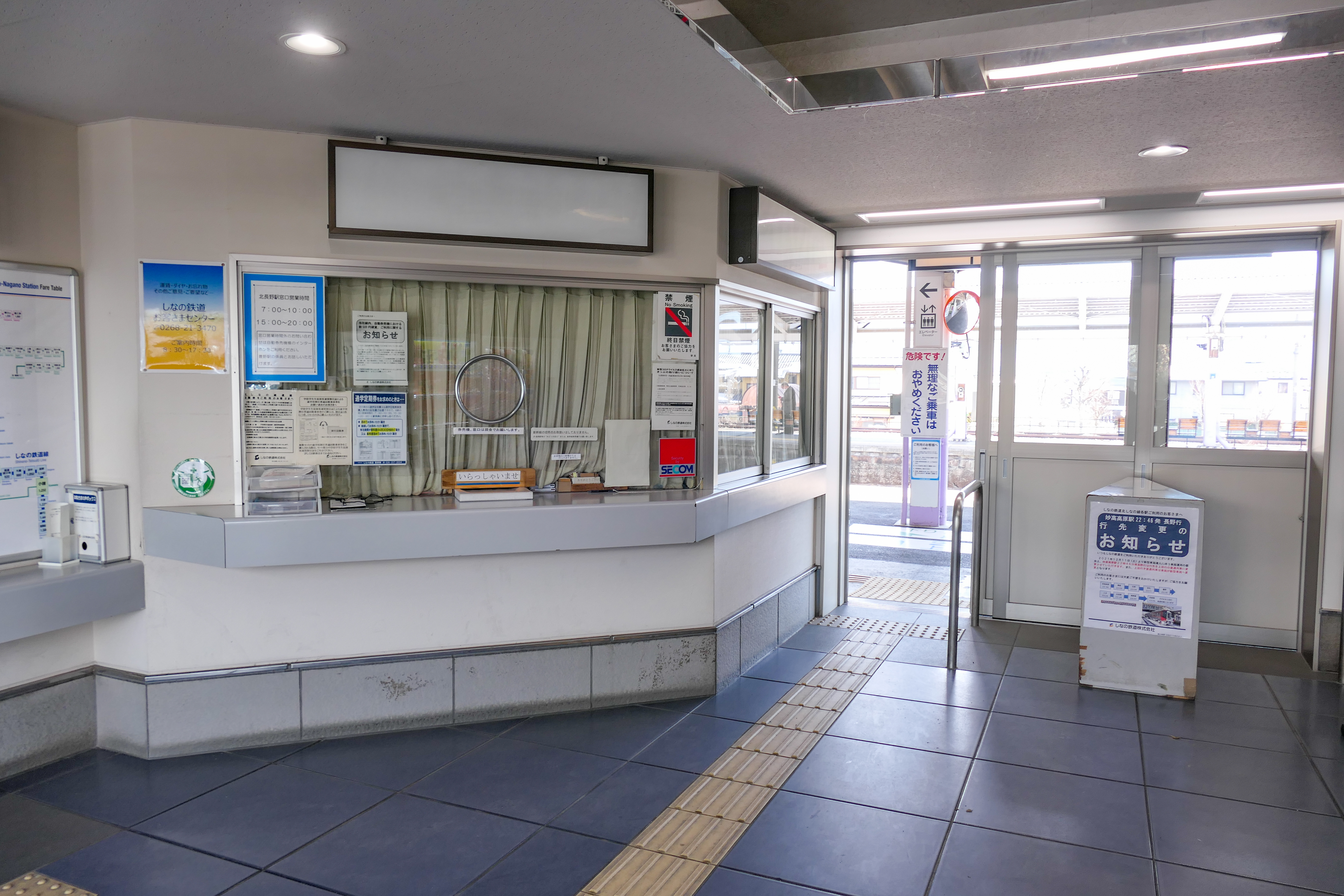
驗票口(2022年2月)

## 歷史
- 1898年（明治31年）9月1日：國有鐵道信越線吉田站（日语：／）啟用[1]。
- 1957年（昭和32年）4月1日：車站改名為北長野站[1]。改名由於長野電鐵長野線已經設有信濃吉田站，因而需要改名[5]。
- 1968年（昭和43年）10月1日：貨物起卸業務由長野站管理[6]。
  - 1970年代至1981年（昭和56年）前，行李起卸服務遷移至長野站，周邊線區改為只起卸小行李。
- 1986年（昭和61年）11月1日：結束小行李起卸業務
- 1987年（昭和62年）4月1日：伴隨國鐵分割民營化，車站由東日本旅客鐵道（JR東日本）、日本貨物鐵道（JR貨物）營運。車站窗口、檢票業務委托了JR東日本和JR貨物關東分社。
- 1995年（平成7年）9月22日：此站由跨站式站房變為使用高架橋下的車站大樓[7]。
- 2009年（平成21年）：候車室與KIOSK結業。
- 2015年（平成27年）3月14日：隨著北陸新幹線延伸至金澤[8][9]。此站由信濃鐵道管理[4]，同時車站業務委托了長野市負責[2]。

## 車站構造

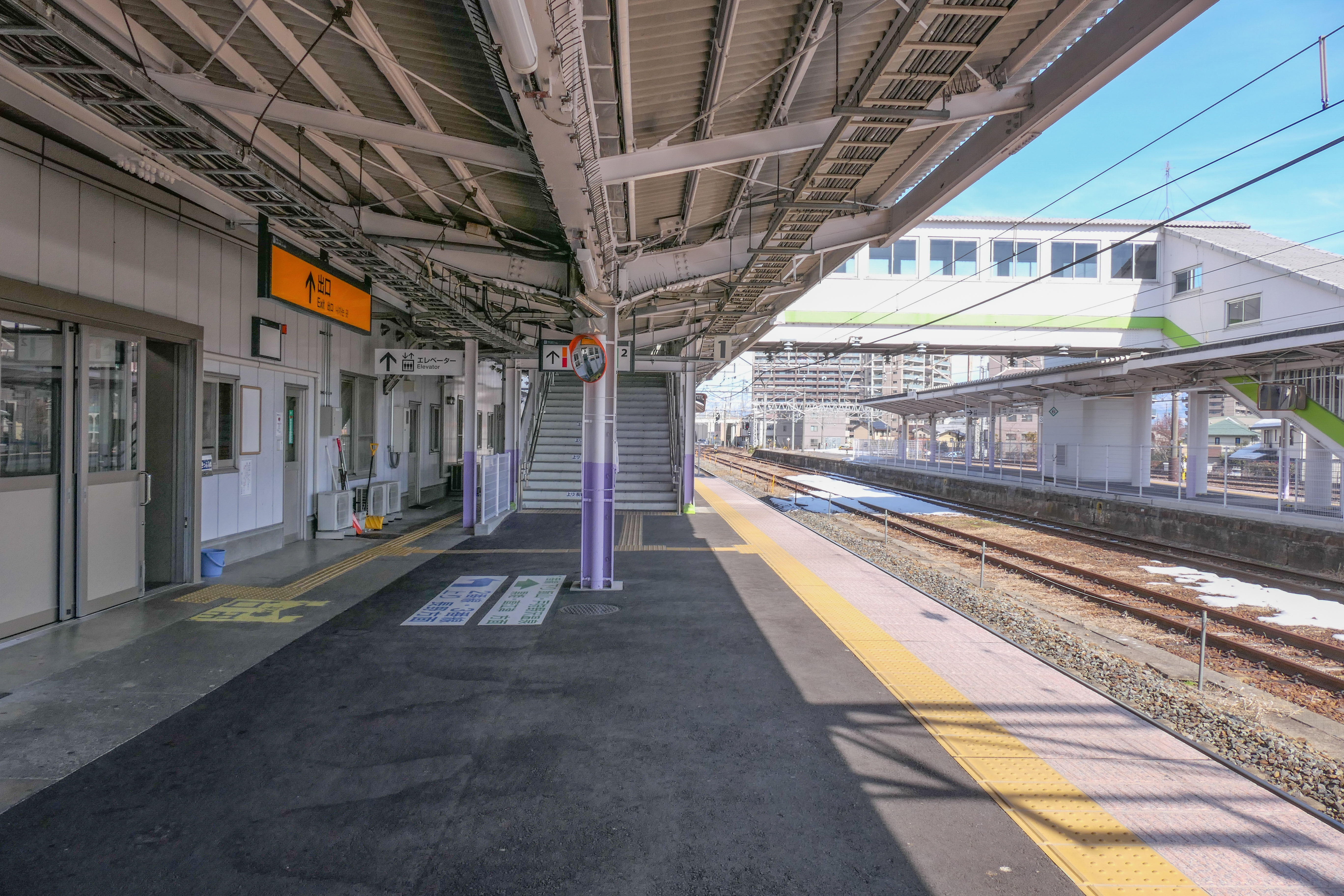
1號月台(2022年2月)

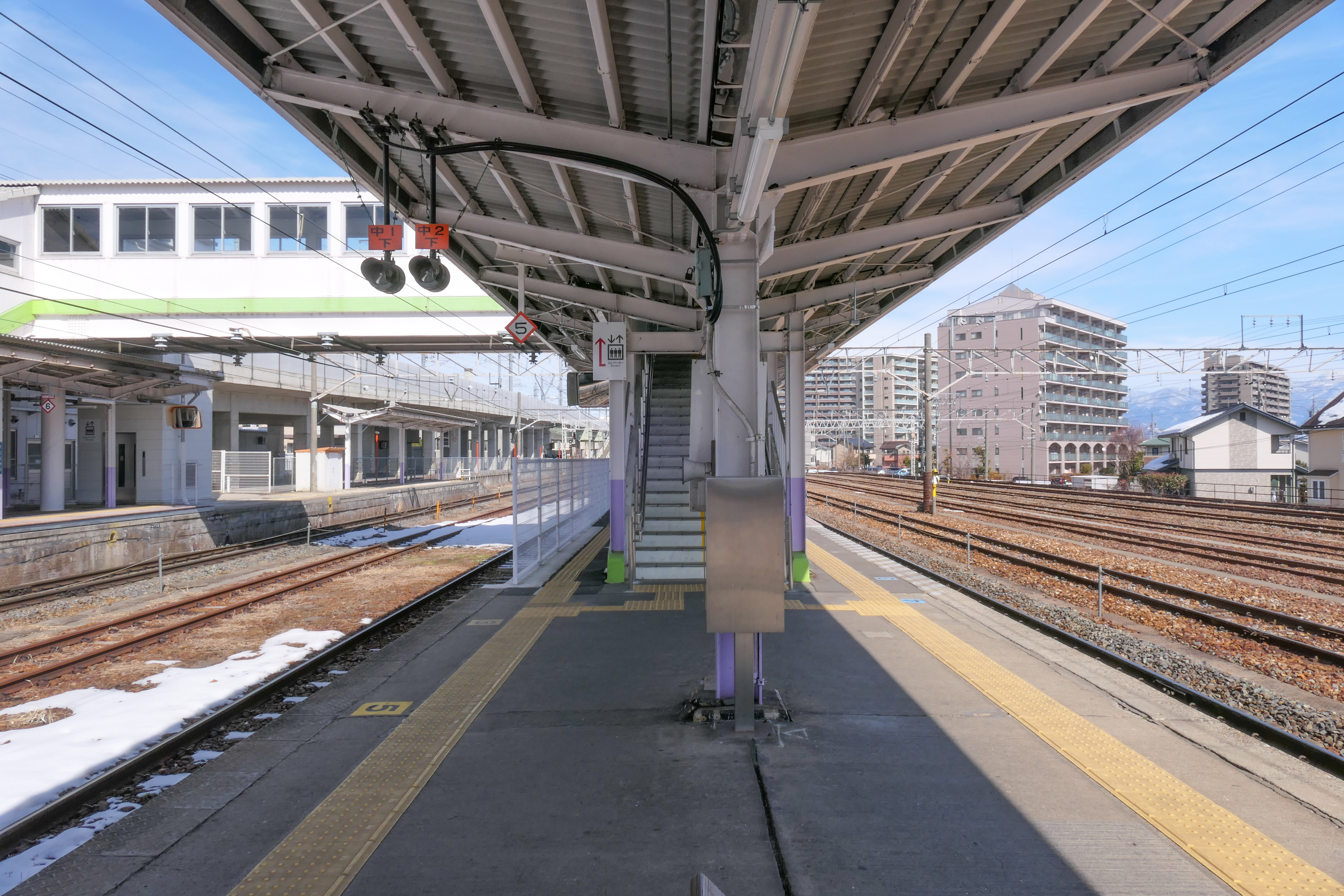
2號與3號月台(2022年2月)

本站是地面車站，設有1面1線的單式月台和1面2線的島式月台，共有2面3線的月台。此站是由長野站管理的簡易委託車站，並設有POS終端。月台之間設有1條中線，車站南邊則設有6條側線，並已經電氣化。在側線中上1至上4由JR貨物擁有。上5、上6由JR東日本。在各月台之間設有跨線橋連接。此站的站房鄰接單式月台，站房則位於北陸新幹線高架橋下。
在2015年北陸新幹線延伸至金澤，並由信濃鐵道接管前，此站是由長野站管理的業務委託車站，並在站內設置綠色窗口。在信濃鐵道接管後，此站委托長野市負責車站業務。

### 月台
| 月台 | 路線      | 上下行 | 方向                       | 備註            |
| ---- | --------- | ------ | -------------------------- | --------------- |
| 1    | ■北信濃線 | 下行   | 豐野、妙高高原方向         |                 |
| 1    | ■飯山線   | 下行   | 戶狩野澤溫泉、越後川口方向 |                 |
| 2・3 | ■北信濃線 | 上行   | 長野方向                   | 2號月台沒有使用 |

## 貨物車站

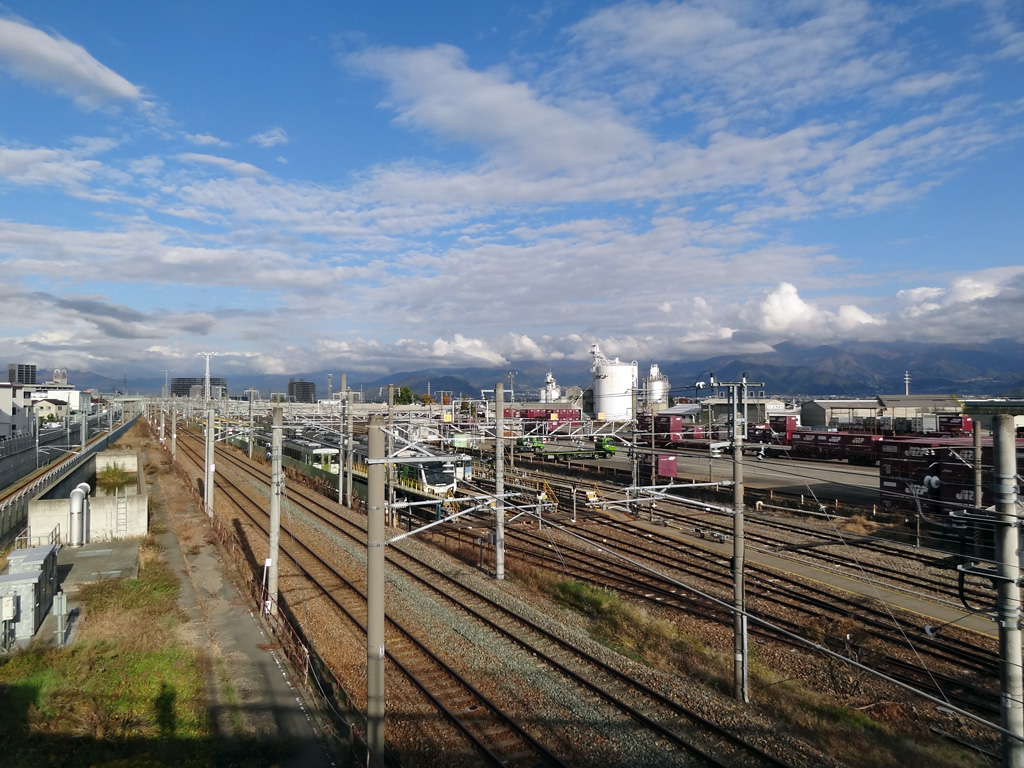
貨物車站

在JR貨物設施在旅客車站的西南方。該處設有3面4線的貨櫃月台以及其他貨運設備。南邊部分月台設有上蓋。在2016年，部分路軌電氣化。
在貨運設備中，設有電氣化學工業長野服務站。曾經設有鐵路貨車專用的起卸設備和專用線分支點。該專用線用作運送水泥前往青海站。
- 起卸貨物
  - 貨櫃 - 只可起卸12呎貨櫃。
  - 可起卸工業廢料、特別管理工業廢料

- 貨運列車
  - 截至2019年3月[14]，此站設有1往返高速貨運列車（日语：高速貨物列車）班次來往隅田川站，中京圏方向也每日也有1往返班次（下行從名古屋貨物總站（日语：名古屋貨物ターミナル駅），上行前往稻澤站）。沒有前往黑井站方向的列車。
  - 此站沒有專用貨物列車班次。
  - 在2012年4月1日長野電鐵屋代線廢止後，該電鐵的鐵道車輛甲種運輸會運至此站，然後轉用陸路運送至車廠。

## 使用狀況

### 旅客車站
根據「長野市統計書」，在2018年（平成30年）度的1日平均乘車人次為2,161人。
以下為近年乘客人次變化，當中2000年度（平成12年度）- 2014年度（平成26年度）是JR東日本時代。
| 乘車人次變化       | 乘車人次變化     | 乘車人次變化    |
| 年度               | 1日平均 乘車人次 | 參考資料        |
| ------------------ | ---------------- | --------------- |
| 2000年（平成12年） | 1,834            | [ 利用客数 1 ]  |
| 2001年（平成13年） | 1,846            | [ 利用客数 2 ]  |
| 2002年（平成14年） | 1,783            | [ 利用客数 3 ]  |
| 2003年（平成15年） | 1,773            | [ 利用客数 4 ]  |
| 2004年（平成16年） | 1,871            | [ 利用客数 5 ]  |
| 2005年（平成17年） | 1,937            | [ 利用客数 6 ]  |
| 2006年（平成18年） | 1,963            | [ 利用客数 7 ]  |
| 2007年（平成19年） | 1,954            | [ 利用客数 8 ]  |
| 2008年（平成20年） | 1,985            | [ 利用客数 9 ]  |
| 2009年（平成21年） | 1,928            | [ 利用客数 10 ] |
| 2010年（平成22年） | 1,948            | [ 利用客数 11 ] |
| 2011年（平成23年） | 1,990            | [ 利用客数 12 ] |
| 2012年（平成24年） | 2,057            | [ 利用客数 13 ] |
| 2013年（平成25年） | 2,170            | [ 利用客数 14 ] |
| 2014年（平成26年） | 2,016            | [ 利用客数 15 ] |
| 2015年（平成27年） | 2,271            | [ 利用客数 15 ] |
| 2016年（平成28年） | 2,187            | [ 利用客数 15 ] |
| 2017年（平成29年） | 2,176            | [ 利用客数 15 ] |
| 2018年（平成30年） | 2,161            | [ 利用客数 16 ] |

### 貨運列車
根據「長野市統計書」，在2005年度貨物起卸量（貨櫃貨物）中，出發貨物為59,421公噸，到達貨物為74,630公噸。

## 車站周邊

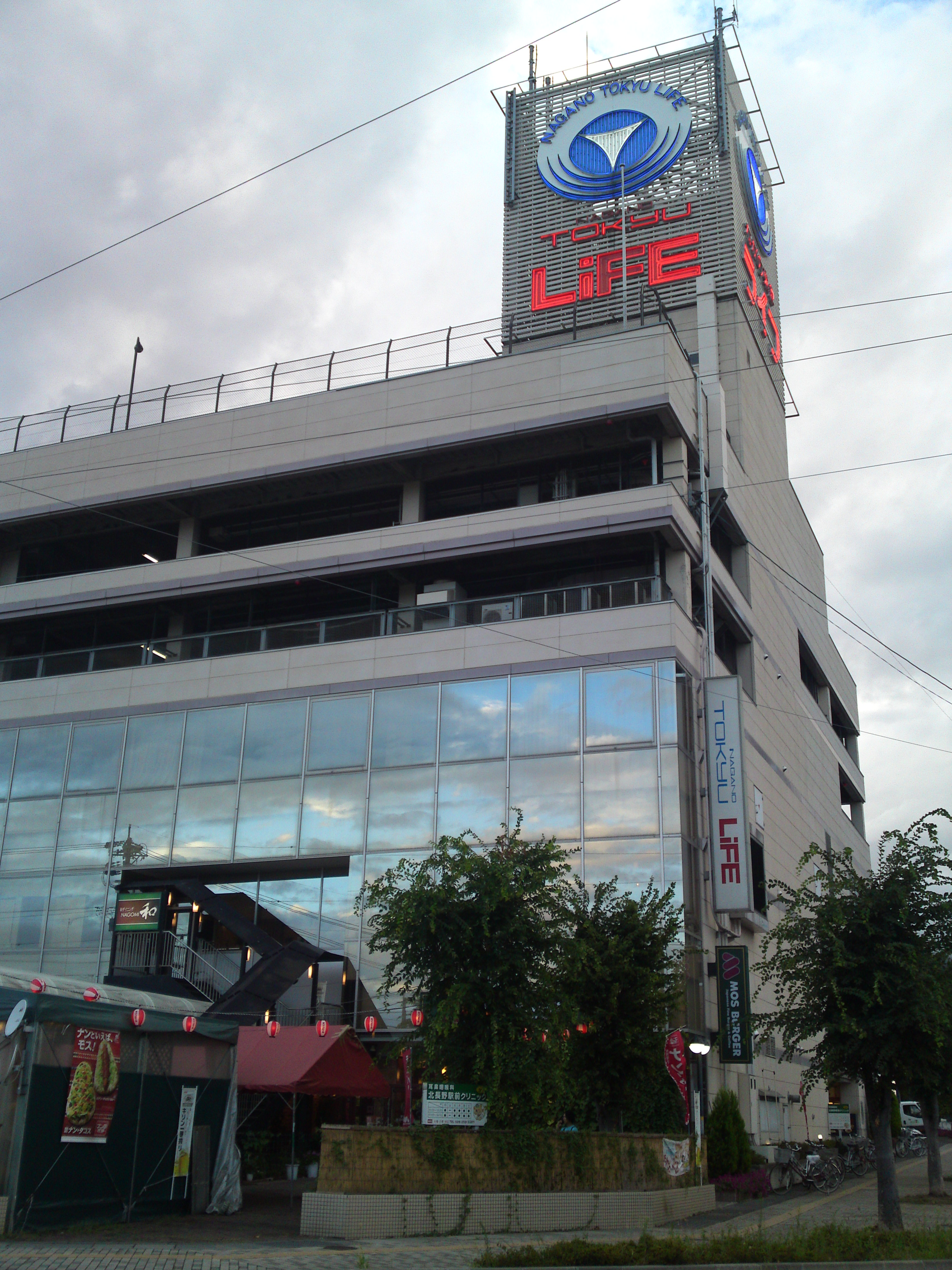
長野東急Life

- 長野電鐵長野線 信濃吉田站（步行約5分鐘）[1]
- 長野市立東部中學
- 長野市立吉田小學
- JR東日本、長野綜合車輛中心[1]
- 長野吉田東町郵局
- 日本年金機構（日语：日本年金機構）長野北年金事務所
- 八十二銀行（日语：八十二銀行）吉田分店
- 電氣化學工業（日语：電気化学工業）長野服務站
- 長野東急Life（日语：ながの東急百貨店）
- 長野市營運動場（日语：長野市営陸上競技場）[1]
- 長野日本大學中學·高等學校（日语：長野日本大学中学校・高等学校）[1]
- 長野縣長野吉田高等學校（日语：長野県長野吉田高等学校）

## 巴士路線
在車站前的北長野通上設有長電巴士和東北環迴號北長野站巴士站。
長電巴士
- 7 運動公園線
  - 長野站 - 權堂 - 柳町團地 - 中央警署（日语：長野中央警察署） - 北長野站 - 運動公園（日语：長野運動公園）東

東北環迴號
此站是轉乘指定巴士站，在下車時領取轉乘券後，轉乘長電巴士7系統時平宜20日圓。
- 市民醫院（日语：長野市民病院） → 古里分所（日语：長野市役所） → 長野高專正門 → 信濃吉田站 → 北長野站 → 朝陽站 (日本) → 市民醫院

## 相鄰車站
信濃鐵道
■北信濃線、■JR飯山線（JR飯山線長野站至豐野站之間為信濃鐵道北信濃線區間）
長野－北長野－三才

## 注腳

### 使用狀況
1. ↑  . 東日本旅客鉄道.   [2019-07-26]. （原始内容存档于2019-03-27） （日语）.
2. ↑  . 東日本旅客鉄道.   [2019-07-26]. （原始内容存档于2019-03-27） （日语）.
3. ↑  . 東日本旅客鉄道.   [2019-07-26]. （原始内容存档于2019-03-27） （日语）.
4. ↑  . 東日本旅客鉄道.   [2019-07-26]. （原始内容存档于2019-03-27） （日语）.
5. ↑  . 東日本旅客鉄道.   [2019-07-26]. （原始内容存档于2019-03-27） （日语）.
6. ↑  . 東日本旅客鉄道.   [2019-07-26]. （原始内容存档于2019-03-27） （日语）.
7. ↑  . 東日本旅客鉄道.   [2019-07-26]. （原始内容存档于2019-03-27） （日语）.
8. ↑  . 東日本旅客鉄道.   [2019-07-26]. （原始内容存档于2019-04-02） （日语）.
9. ↑  . 東日本旅客鉄道.   [2019-07-26]. （原始内容存档于2019-03-27） （日语）.
10. ↑  . 東日本旅客鉄道.   [2019-07-26]. （原始内容存档于2019-03-27） （日语）.
11. ↑  . 東日本旅客鉄道.   [2019-07-26]. （原始内容存档于2019-03-27） （日语）.
12. ↑  . 東日本旅客鉄道.   [2019-07-26]. （原始内容存档于2019-03-28） （日语）.
13. ↑  . 東日本旅客鉄道.   [2019-07-26]. （原始内容存档于2018-10-26） （日语）.
14. ↑  . 東日本旅客鉄道.   [2019-07-26]. （原始内容存档于2016-03-04） （日语）.
15. ↑   (PDF). 平成30年版長野市統計書. 長野市: 166. 2019-03  [2019-07-26]. （原始内容存档 (PDF)于2019-07-26） （日语）.
16. ↑   (XIS). 令和元年版長野市統計書. 長野市. 2020-03-25  [2020-04-01]. （原始内容存档于2020-04-01） （日语）.

## 外部連結
- 北長野站 （页面存档备份，存于）（信濃鐵道官方網站）